# Johan Skougaard

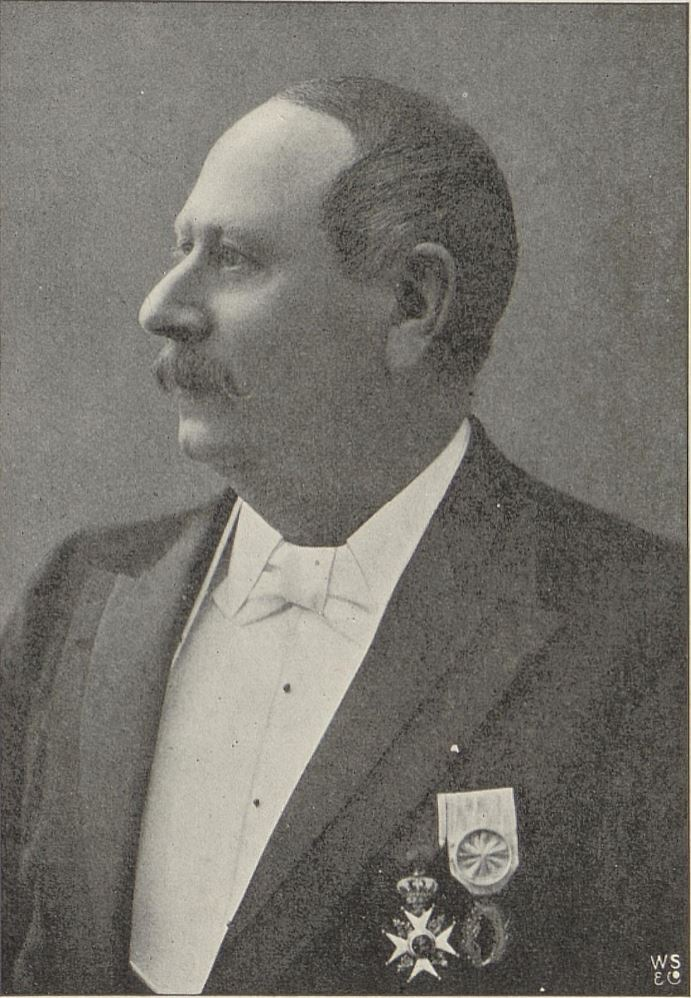

Johan Kristian Skougaard, född 31 juli 1847 i Eikvåg vid Farsund, död 25 september 1925 i Oslo, var en norsk ingenjör. Han var bror till Lorentz Skougaard-Severini.
Skougaard blev officer 1868, tog militär högskoleexamen 1872 och anställdes 1873 i Statens vegvesen. År 1886 avancerade han till kapten i armén, men tog avsked 1887. Inom vägväsendet blev han 1895 överingenjör och var under åren 1904–18 "veidirektør" som efterträdare till Hans Hagerup Krag. 
Skougaard tog en mycket framstående del i arbetet för vägarnas utveckling. Han var ordförande i Polyteknisk Forening 1897–99, juryman vid världsutställningen i Paris 1900, ordförande i bystyret i Oslo 1905, vice ordförande 1906–07 och senare ledamot där. Han representerade Norge vid internationella vägkongresserna i Paris 1908 och i Bryssel 1910 samt var från 1911 norsk medlem av centralstyrelsen för L'association internationale de la route. 
Skougaard utgav bland annat Det norske veivæsens historie (I, 1899; II, 1914) och tillsammans med Eilert Løseth Fransk-norsk ordbok (1921).